# Овсяные хлопья

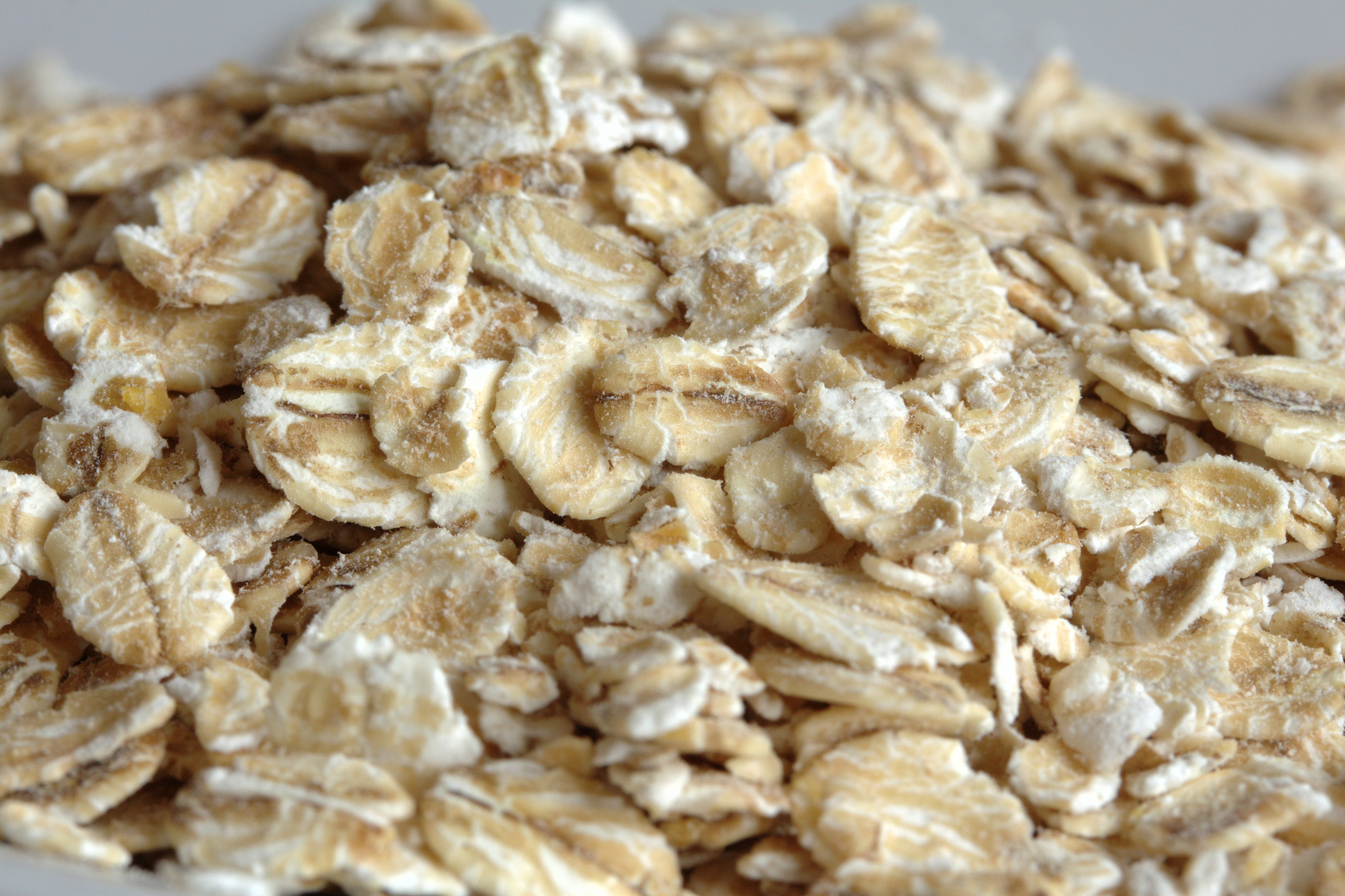

Овсяные хлопья — овсяная крупа, расплющенная при помощи специального аппарата в виде рифлёных или гладких лепестков. Используется для быстрого приготовления овсяной каши либо в качестве основы для сухих завтраков — например, гранолы и мюсли.

## Технология производства
Для получения хлопьев цельные зёрна овса сушат, очищают от мякины, шлифуют и пропаривают. Под действием пара зёрна становятся мягче, что заметно сокращает время для их последующего приготовления в пищу. Той же цели служит и раскатывание, увеличивающее удельную поверхность продукта. На заключительном этапе хлопья зачастую подвергаются термической обработке (лёгкому прокаливанию).

## Виды
В зависимости от качества и способа обработки сырья, овсяные хлопья выпускаются трёх видов: «Геркулес», лепестковые и «Экстра». «Геркулес» и лепестковые вырабатывают из овсяной крупы высшего сорта.
Хлопья «Экстра» вырабатывают из овса первого класса. Размер хлопьев «Экстра» подразделяются на три номера:
1. — хлопья из целого зерна.
2. — мелкие хлопья из резаного зерна.
3. — быстроразваривающиеся хлопья из резаного зерна.

Хлопья моментального приготовления (не требующие варки) наиболее тонкие из всех. Как правило, чем меньше времени требуется для приготовления хлопьев, тем больше операций было затрачено на их изготовление: повторные пропаривание, раскатывание, шлифовка и т. д. Тонкие хлопья быстрее усваиваются и обладают более высоким гликемическим индексом, чем обычные. Диетологи рекомендуют отдавать предпочтение хлопьям, требующим варки, так как они ближе к цельному зерну и дают более длительное ощущение сытости.

## Пищевая ценность
Овсяные хлопья — источник полисахаридов, то есть углеводов, которые поддерживают уровень энергии человеческого организма без резких колебаний, нормализуя уровень сахара в крови. Полисахариды имеют более длительный период переработки в организме, чем моно- и дисахариды. Овсяные отруби содержат большое количество пищевых волокон, способствуют снижению концентрации холестерина в крови, улучшают деятельность сердца. Если в готовые завтраки не добавлялись соль и сахар, овсяная диета может оказаться благотворной для предотвращения развития гипертонии и диабета. Овсяные хлопья также используют в косметических целях, например, в масках для лица.
В 1980-е годы на волне научных публикаций о пользе овсяных отрубей для снижения уровня холестерина Америку захлестнул настоящий бум овсяных отрубей (англ. oat bran craze). Благодаря массированной рекламе производители хлопьев завоевали новые рынки, в продажу поступили новые марки хлопьев с добавлением отрубей. В 1997 году национальный регулятор разрешил размещать на упаковках объявление о том, что регулярное употребление пищи на основе овса вкупе с низкожирной диетой снижает риск возникновения сердечно-сосудистых заболеваний. Популярность изделий из отрубей привела к появлению на рынке хлопьев из цельного зерна.